# Model SPEAKING
El model SPEAKING, també anomenat graella SPEAKING o PARLANTT, és el mètode proposat pel sociòleg nord-americà Dell Hymes per a analitzar els components dels fets de parla (Speech Events).

## Marc teòric
En el marc de l'etnografia de la comunicació, i a diferència dels enfocaments macrolingüístics aplicats per Charles Ferguson o Joshua Fishman, Dell Hymes destaca la importància dels individus en la comunicació.
En concret, Hymes destaca que la tradicional divisió entre parlant, oient i allò de què es parla provenia dels camps de la lingüística, de la teoria de la informació, de la semiòtica, de la crítica literària i, a vegades, de la sociologia, les quals havien donat prioritat als aspectes lingüístics de la comunicació. Davant aquesta perspectiva tradicional, Hymes defensa que la comunicació no només exigeix el domini del vocabulari i de la gramàtica, sinó que també depèn del context en què s'utilitzen les paraules.
En aquest sentit, Hymes critica la consideració de la comunicació com un fenomen basat exclusivament en un parlant individual o en un binomi format per un parlant i un oient (o per un origen i una destinació, un emissor i un receptor, o un remitent i un destinatari). Al contrari, Hymes adverteix que algunes regles de parla exigeixen la concreció de tres participants (que poden incloure un remitent, un destinatari, un oient, una font, un portaveu, etc.), mentre que altres només n'exigeixen un o dos.
Atès això, Hymes sosté que la comunicació inclou tres unitats, que, ordenades jeràrquicament de major a menor, inclouen les situacions comunicatives, els fets de parla i els actes de parla:
- a) Una situació comunicativa (Speech Situation) és aquella que potencialment pot acollir una parla, tant si hi està present com si no. En són exemples, una festa, una missa, una classe, etc.[1][2]

- b) Un fet de parla (Speech Event), també anomenat esdeveniment de parla, és una activitat que presenta unes regles que organitzen la parla.[6] En són exemples, una conversa, un sermó o un diàleg entre professor i alumne, que són fets de parla que s'inclourien dins les situacions comunicatives d'una festa, una missa o una classe.[1] Els fets de parla són la unitat bàsica d'anàlisi per a l'etnografia de la comunicació.[2]

- c) Un acte de parla (Speech Act) connecta els fets de parla amb la gramàtica,[2] tot implicant la presència de formes lingüístiques i de normes socials.[2][7] És la unitat més simple de les tres i no s'identifica ni amb l'oració ni amb cap altre nivell gramatical.[6] En són exemples els enunciats “haig d'anar a menjar alguna cosa” o “ordena l'habitació”.[2]

Pel que fa als fets de parla, la recerca etnogràfica n'ha identificat 16 components, que es corresponen amb: 1) l'escenari (setting); 2) l'escena (scene); 3) el parlant o l'emissor (speaker or sender); 4) remitent (addressor); 5) oient, receptor o audiència (hearer, receiver or audience); 6) destinatari (addressee); 7) raons-resultats (purposes-outcomes); 8) raons-objectius (purposes-goals); 9) la forma del missatge (message form); 10) el contingut del missatge (message content); 11) to o clau (key); 12) canals (channels); 13) formes de parla (form of speech); 14) normes d'interacció (norms of interaction); 15) normes d'interpretació (norms of interpretation) i 16) tipus de discurs (genres). No és necessària la confluència simultània de tots aquests components, però com a mínim hi ha d'ésser present la forma del missatge. 

## Desenvolupament del model
Tot i la identificació d'aquests 16 components dels actes de parla, la recerca psicolingüística ha posat de manifest que la memòria humana treballa millor amb classificacions de 7 elements, amb un marge de 2 amunt o avall. Per això, i per tal d'afavorir-ne la memorització, Hymes agrupa els 16 elements esmentats sota l'acrònim SPEAKING, que la sociolingüística catalana ha adaptat amb les sigles PARLANTT.  

### S (Setting and Scene) - Situació
Comprèn l'escenari i l'escena, i conformen la situació de l'acte de parla (act situation).
- 1. Escenari. Es refereix a les circumstàncies físiques en què es desenvolupa l'acte de parla, incloent-hi l'espai i el temps.[13][14][15] Per exemple, la sala d'estar de la casa dels avis podria ser l'escenari d'un relat familiar.[16]
- 2. Escena. Fa al·lusió al marc psicològic o al context cultural del fet de parla.[13][14] En aquest sentit, els fets de parla són valorats com a adequats o inadequats, seriosos o informals, etc., en relació amb l'escena. A tall d'exemple, l'explicació d'un relat familiar durant l'aniversari dels avis podria tenir lloc en un ambient festiu o informal, o en context seriós i commemoratiu.[16]

### P (Participants) - Participants
Inclou el parlant o emissor, el remitent, l'oient, receptor o audiència, i el destinatari. Aquests components suposen una superació de l'enfocament tradicional que només es tenia en compte la distinció entre emissor i receptor, la qual cosa limitava considerablement els matisos de participació reals. L'anàlisi dels participants exigeix parar atenció, d'una banda, a la descripció dels trets socials dels agents i, en particular, a les interaccions, al sexe, al poder, etc. De l'altra, cal examinar el rol dels agents en el conjunt de la interacció i el rol en cada acte de parla.
- 3. Parlant i emissor. El parlant és el participant que emet físicament el missatge, mentre que l'emissor és l'agent que origina el missatge.[17] L'exemple paradigmàtic és el cas d'un portaveu, que actua com a parlant, i que emet el missatge d'un altre participant, que és l'emissor.[17]
- 4. Oient, receptor o audiència.
- 5. Remitent.
- 6. Destinatari. Com a exemple de la diferència entre oient i destinatari, a una reunió familiar, una tia podria contar una història a les seves parents femenines (que serien les destinatàries), però els parents masculins també podrien escoltar la narració (que serien els oients).[16]

### E (Ends) - Finalitats
Comprèn les raons-resultats i les raons-objectius. Com a exemple general, una tia podria contar una història sobre l'àvia amb la finalitat d'entretenir l'audiència, d'educar les dones més joves o d'honorar l'àvia.
- 7. Raons-resultats. Des del punt de vista de la comunitat, es corresponen amb les conseqüències socialment esperables d'un fet de parla.[15] Com a exemple, Hymes esmenta que el fet de parla més important del poble waiwai de Veneçuela presenta diferents variacions en funció de si el resultat esperat ha de ser un contracte matrimonial, una transacció, una tasca comunitària, una invitació a un banquet, etc.[18][19]
- 8. Raons-objectius. Des del punt de vista de l'individu, fan al·lusió als objectius particulars dels agents.[15] Hymes posa com a exemple que durant una negociació del poble yakan filipí, una part dels negociadors voldria obtenir un acord favorable, mentre que l'altra part es conformaria amb arribar a un acord.[18][20]

### A (Act Sequence) - Seqüències
Inclou la forma i el contingut del missatge. Com a exemple general, el relat narrat per la tia podria començar com a resposta a un brindis en honor de l'àvia; l'argument i el desenvolupament tindrien l'estructura donada per la tia; possiblement hi hauria alguna interrupció col·laborativa durant la narració; i, finalment, l'audiència podria aplaudir el relat i passar a un altre tema.
- 9. Forma del missatge. És un element imprescindible del fet de parla que implica que la manera de dir les coses forma part integrant d'allò que es diu.[11][21] Per això, la recerca científica pròpiament dita no ha de considerar únicament el contingut del missatge, sinó que també ha d'analitzar les regles i les característiques que n'afecten la forma.

- 10. Contingut del missatge. Encara que la forma del missatge sigui el component essencial del fet de parla, evidentment s'ha de posar en relació amb el contingut del missatge, és a dir, amb allò que hom diu.[14]

### K (Key) - Clau
- 11. To o clau. Són pistes o indicis que indiquen el to, la manera o l'ànim d'un acte de parla.[22][23] En aquest sentit, hom pot afirmar que un participant s'expressa d'una manera formal, informal, alegre, seriosa, sarcàstica, irònica, etc.[24] Però la manifestació del to no sempre és verbal, sinó que també pot expressar-se fent l'ullet, amb gestos, postures, tipus de vestimenta o acompanyament musical.[22][25]

Com a exemple, durant la reunió familiar, la tia podria imitar la veu i els gestos de l'àvia de manera desenfadada, o bé podria adreçar-se al grup amb una veu seriosa, tot emfasitzant el respecte de l'elogi que expressa el relat.

### I (Instrumentalities) - Instruments
Inclou els canals i les formes de parla. Com a exemple general, la tia de l'esmentada reunió familiar podria parlar en un registre informal amb molts trets dialectals, o bé podria emprar un registre formal amb formes gramaticals estàndard.
- 12. Canals. Són els mitjans de transmissió de la parla, com ara l'oral, l'escrit, el telegràfic,[26][25] el correu electrònic,[27] etc.
- 13. Formes de parla. L'anàlisi d'aquest component exigeix parar atenció a tres criteris diferents:[26][28][27] a) la varietat geogràfica emprada, b) la intel·ligibilitat mútua i c) la varietat sociolectal i generacional, i el registre.

### N (Norms) - Normes
Inclou les normes d'interacció i les d'interpretació. Són les normes socials que regeixen els actes de parla, així com les accions i les reaccions dels participants. Com a exemple general d'aplicació, durant la narració alegre i despreocupada de la tia, les normes permetrien moltes interrupcions i col·laboracions de l'audiència, o és possible que la facultat d'interrompre es reservés a les dones de més edat.
- 14. Normes d'interacció. La parla està regulada per normes que tenen caràcter prescriptiu,[26][29] com ara si es pot interrompre o no una conversa, si es pot parlar en un volum normal o amb un xiuxiueig durant la missa, si cal aplicar torns de parla, etc.[30][29] Les normes d'interacció exigeixen analitzar tant l'estructura social com les relacions socials d'una comunitat de parla.[30][29]

- 15. Normes d'interpretació. Algunes normes d'interacció admeten una certa interpretació, especialment quan els participants pertanyen a comunitats diferents.[30][29] Com a exemple, Hymes exposa que les vacil·lacions normals dels parlants blancs nord-americans de classe mitjana introdueixen una falca en el lloc de la vacil·lació (‘uh’, etc.), mentre que els parlants negres solen repetir el principi de la paraula, a vegades més d'una vegada.[30][31] Aquesta norma de la població negra podria ser interpretada per un parlant blanc no com una norma, sinó com un defecte.[30][31]

### G (Genre) - Gènere
És el tipus de fet de parla.
- 16. Tipus de discurs. Són les diferents maneres d'organitzar un discurs[24] i inclouen diverses categories com ara un poema, un conte, una endevinalla, un prec, un sermó, un anunci, una carta formal,[32][31] una conversa col·loquial, un debat, un míting,[24] etc.